# Vittorio Veneto
Vittorio Veneto é uma comuna italiana da região do Veneto, província de Treviso, com cerca de 29.175 habitantes. Estende-se por uma área de 82 km², tendo uma densidade populacional de 356 hab/km². Faz fronteira com Belluno (BL), Cappella Maggiore, Colle Umberto, Conegliano, Farra d'Alpago (BL), Fregona, Limana (BL), Revine Lago, San Pietro di Feletto, Tarzo.
A cidade é composta por duas antigas comunas distintas: Ceneda e Serravalle. É ainda sede da Diocese de Vittorio Veneto.
Durante a Primeira Guerra Mundial foi palco da decisiva batalha de Vittorio Veneto, onde os italianos, após vários revezes em outras fases da guerra, definitivamente conseguiram derrotar os austro-húngaros.

## Demografia
| Variação demográfica do município entre 1861 e 2011                               |
|                                                                                   |
| Fonte: Istituto Nazionale di Statistica (ISTAT) - Elaboração gráfica da Wikipedia |